# Українське Євангельське Об'єднання в Північній Америці
Українське Євангельське Об'єднання в Північній Америці засноване як координуюча установа в березні 1922 у місті Рочестер, США, переважно євангеликами, приналежними до Пресвітерської (реформованої) церкви в Канаді та США.
Першим його головою був пастор В. Кузів. Інші діячі У. Є. О. пастори: І. Добруг, П. Краг, І. Роберт-Ковалевич, І. Яцентій, М. Фесенко, В. Боровський, М. Козак, В. Купчинський, В. Багрій.
Українське Євангельське Об'єднання часто виступало у важливих українських національно-релігійних справах у колах протестантів та перед урядами інших народів. Воно давало значну допомогу Українській Євангельській Реформованій Церкві на Західній Україні. З 1961 року органом У. Є. О. був двомісячник «Євангельський Ранок».